# Shunsuke Sato
Shunsuke Sato (佐藤 俊介?; Tokyo, 10 giugno 1984) è un violinista e direttore d'orchestra giapponese naturalizzato statunitense. È stato primo violino e direttore artistico della Netherlands Bach Society dal 2018 al 2023.

## Biografia
Sato nacque a Tokyo, in Giappone. All'età di due anni, durante una gita in famiglia a un santuario, Sato rimase affascinato dai suoni di uno studio di violino Suzuki, che lo spinsero a iniziare a suonare il violino. Si trasferì negli Stati Uniti all'età di tre anni. Sato frequentò la Central High School a Filadelfia.
Sato fu istruito da Chin Kim e Dorothy DeLay e istruito da Masao Kawasaki alla Juilliard School, Jaime Laredo al Curtis Institute of Music, Gérard Poulet all'École Normale de Musique de Paris e Mary Utiger alla Hochschule für Musik und Theater München.

## Carriera
Sato ha iniziato la sua carriera concertistica negli Stati Uniti all'età di 12 anni, vincendo il primo premio Young Concert Artists nel 1997. Si è poi esibito in Nord America, Europa e Giappone come solista con orchestre come l'Orchestra Sinfonica di Baltimora, l'Orchestra Sinfonica di Seattle, la National Symphony Orchestra, la Minnesota Orchestra, la NHK Symphony Orchestra, l'Orchestra Sinfonica Accademica di Stato della Russia "Evgenij Svetlanov", la Orchestra sinfonica del teatro Mariinskij, la Omsk Academy Symphony Orchestra, l'Orchestra sinfonica della radio bavarese, l'Orchestre Philharmonique de Radio France, l'Orchestra Gulbenkian e la Orchestra Filarmonica di Copenaghen.
Scrivendo per il The New York Times, Allan Kozinn ha elogiato Sato nel suo debutto a New York nel 2000, definendolo "un livello sorprendente di equilibrio e musicalità". L'anno dopo Sato è diventato il più giovane artista a eseguire il concerto per violino di Beethoven al Festival Beethoven di Bonn.
Come violinista barocco, ha vinto il Secondo Premio e il Premio del Pubblico al 17° Concorso Internazionale Johann Sebastian Bach di Lipsia  nel luglio 2010. Nell'ottobre dell'anno dopo Sato ha debuttato a Cambridge e a Londra con l'Academy of Ancient Music sotto la direzione di Richard Egarr, eseguendo il Concerto per violino n. 2 di Niccolò Paganini con corde di budello su uno strumento d'epoca.
Nel gennaio 2013, Sato è stato nominato primo violino della Netherlands Bach Society Orchestra, succedendo a Johannes Leertouwer, e del Concerto Köln. Nello stesso mese, Sato ha ricevuto anche un violino barocco realizzato da Giovanni Grancino intorno al 1695 in prestito dalla Jumpstart Jr. Foundation di Amsterdam. A novembre, l'Amsterdam School of the Arts ha annunciato la nomina di Sato come insegnante ospite presso il Dipartimento di Musica Antica. A dicembre, Sato ha eseguito in duo le sonate di Mozart presso la Izumi Hall di Osaka e la Toppan Hall di Tokyo, insieme al pianista e clavicembalista tedesco Andreas Staier.
Nell'agosto 2015, Sato ha debuttato in Canada a Montréal con la Orchestre symphonique de Montréal sotto la direzione di Kent Nagano, eseguendo il Concerto per violino n. 1 di Johann Sebastian Bach col violino barocco.
Nel settembre 2016, Sato ha debuttato in Australia a Sydney e Melbourne con l'Australian Brandenburg Orchestra sotto la direzione di Paul Dyer, eseguendo il Concerto per violino n. 4 di Niccolò Paganini, suonando con corde di budello. Durante la tournée, Sato ha diretto la Sinfonia per archi n. 3 di Felix Mendelssohn e la Suite Holberg di Edvard Grieg. 40. Il concerto dal vivo a Melbourne è stato registrato e trasmesso da ABC Classic FM e nel febbraio 2017 è stato pubblicato in CD da ABC Classics. Nel novembre 2016, Sato ha eseguito Le quattro stagioni di Antonio Vivaldi con Concerto Köln, registrato dal vivo a Kempen, in Germania, e pubblicato da Berlin Classics. L'11 maggio 2017 Sato è stato nominato come sesto direttore artistico della Netherlands Bach Society a partire dal 1° giugno 2018, succedendo a Jos van Veldhoven.
Nell'aprile 2019, Sato ha ricevuto il 31° Music Award nella categoria Musica Classica/Esecuzione Solistica dal Japan Music Pen Club. Dal 28 settembre al 6 ottobre 2019, in qualità di sesto direttore artistico della Netherlands Bach Society, Sato ha diretto una tournée di concerti con l'ensemble a Kyoto, Kanagawa, Hiroshima e Tokyo, in Giappone.
Il 1° gennaio 2020, il Mainichi Shimbun ha pubblicato i nomi dei vincitori del 61° Arts Awards, tra cui Sato, in base alla sua direzione del tour giapponese della Netherlands Bach Society e ai suoi recital di Sonate e Partite di Johann Sebastian Bach senza accompagnamento a Tokyo, Kyoto, Yokohama, Saitama e Hiroshima. Più tardi, nello stesso mese, il Record Geijutsu Journal ha assegnato a Sato il 57° Record Academy Award Silver Prize, il più alto riconoscimento come solista, valutando con grande attenzione le sue opere per solista senza accompagnamento di Bach, pubblicate l'anno precedente. A marzo, l'Agenzia per gli Affari Culturali ha annunciato la 76a edizione dei Premi del Ministero dell'Istruzione, della Cultura, dello Sport, della Scienza e della Tecnologia nelle Arti, che ha riconosciuto a Sato il Premio Newcomer nelle Arti. L'11 dicembre 2020, Sato ha debuttato ufficialmente come direttore d'orchestra al concerto in diretta televisiva della Netherlands Bach Society trasmesso da AVRO TV al TivoliVredenburg di Utrecht, nei Paesi Bassi.
Nell'aprile 2022, Sato ha diretto la Passione secondo Matteo di Johann Sebastian Bach, guidando la Netherlands Bach Society nel primo tour dopo la pandemia di COVID-19 durante il lockdown nei Paesi Bassi.
A gennaio, febbraio e giugno 2023, Sato, Clive Brown e Concerto Köln hanno partecipato a "Historical Performance Practice of the 19th Century – Romanticism". A marzo, Sato ha diretto la Orchestra Sinfonica di Tokyo per opere del periodo classico e romantico, e ha anche eseguito il Concerto per violino n. 8 di Louis Spohr. Il 30 maggio 2023, Sato si è dimesso da primo violino, solista e direttore artistico della Netherlands Bach Society dopo un concerto di addio. Ha detto che voleva suonare altri generi musicali, ma è stato ostacolato dai suoi obblighi nei confronti della Bach Society.